# Szarkaláb
A szarkaláb (Consolida) a boglárkafélék családjába tartozó nemzetség mintegy 40 fajjal.
Közeli rokon a sarkantyúfüvek nemzetsége (Delphinium), amelynek több, hazánkban dísznövény fajánál a szarkaláb elnevezés is elfogadott. A Consolida fajok virágzata lazább, ágas, szemben a Delphinium fajok tömöttebb fürtjeivel. A Consolida fajok termése egy tüsző, míg a Delphinium fajok több tüszővel rendelkeznek. Szemben a többnyire évelő Delphinium fajokkal, a Consolida fajok egynyáriak.
Fogyasztásuk tilos, szerepelnek az OGYÉI tiltólistáján is.

## Fajok
- Consolida aconiti
- kerti szarkaláb – Consolida ajacis (L.) Schur
- Consolida anthoroidea
- Consolida armeniaca
- Consolida axilliflora
- Consolida camptocarpa (Fisch. & C.A.Mey. ex Ledeb.) Nevski
- Consolida cornuta
- Consolida cruciata
- Consolida glandulosa
- Consolida hellespontica (Boiss.) Chater
- Consolida hohenackeri
- Consolida lineolata
- Consolida mauritanica
- Consolida oliveriana (DC.) Schrödinger
- Consolida olopetala
- keleti szarkaláb – Consolida orientalis (J.Gay) Schrödinger
- Consolida persica
- Consolida phrygia (Boiss.) Soó
- Consolida pubescens (DC.) Soó
- Consolida raveyi (Boiss.) Schrödinger
- mezei szarkaláb – Consolida regalis Gray
- Consolida rugulosa (Boissier) Schrödinger
- Consolida saccata
- Consolida scleroclada
- Consolida staminosa
- Consolida stapfiana
- Consolida stenocarpa
- Consolida sulphurea (Boiss. & Hausskn.) P.H.Davis
- Consolida thirkeana
- Consolida tomentosa (Sibthorp & Smith) Soó